# Junkers Jumo 211
Юнкерс Юмо 211 (нем. Junkers Jumo 211) — немецкий поршневой авиационный двигатель времён Второй мировой войны. Представлял собой перевернутый V-образный 12-цилиндровый поршневой двигатель жидкостного охлаждения.
Являлся прямым конкурентом знаменитого двигателя Daimler-Benz DB 601 и развивался параллельно с ним, но в отличие от первого, обычно устанавливаемого на истребителях, ставился на бомбардировщики, в основном собственной конструкции Junkers.
Самый массовый немецкий авиационный двигатель времен Второй мировой войны. Всего было изготовлено 68 248 единиц.

## История
Разработан по конкурсу 1934 года от RLM на двигатель мощностью в 1000 л.с и весом 500 кг. Доктор Нойгебауэр (Neugebauer) доработал находящийся в то время на испытаниях Jumo 210H. Первый прототип был выпущен на заводе в Дессау в июле 1935 года, и в апреле 1936 года начал проходить испытания. Как и у его предшественника, применялся непосредственный впрыск топлива, а сам двигатель был выполнен по схеме «перевёрнутая V». Производство 0-й серии было закончено в апреле 1937 года.
Выпуск Jumo 211A (1100 л. с.) начался в июле 1937 года на заводе в Магдебурге и продолжался на многих заводах компании до августа 1944 года. Постоянно увеличивалась мощность двигателей серии. У мотора Jumo 211P (предпоследняя модификация) она достигала 1475 л. с.
Производство по годам, шт.:
| 1938 год | 1939 год | 1940 год | 1941 год | 1942 год | 1943 год | 1944 год | Итого: |
| -------- | -------- | -------- | -------- | -------- | -------- | -------- | ------ |
| 962      | 2800     | 10 000   | 14 400   | 16 500   | 16 770   | 6816     | 68 248 |

Производство по заводам, шт.:
|           | по 31 декабря 1942 года | 1943 год | 1944 год (месяц окончания производства) | Всего по заводу |
| --------- | ----------------------- | -------- | --------------------------------------- | --------------- |
| Дессау    | 1086                    | -        | -                                       | 1086            |
| Кёттен    | 16 127                  | 4710     | 74 (февраль)                            | 20 911          |
| Магдебург | 12 544                  | 6835     | 4888 (август)                           | 24 267          |
| Лейпциг   | 10 191                  | 5102     | 1739 (август)                           | 17 032          |
| Штеттин   | 4714                    | -        | -                                       | 4714            |
| Страсбург | -                       | 123      | 115 (февраль)                           | 238             |
| Всего:    | 44 662                  | 16 770   | 6816                                    | 68 248          |

Производство серии постепенно сокращалось в пользу его преемника — Jumo 213.
Стоимость двигателя изменялась по годам: в 1937 году — 77 903 рейхсмарок, в 1938 году — 48 600 рейхсмарок и в 1939 году — 38 000 рейхсмарок.

## Применение
- Avia S-199
- Dornier Do 217 — одиночный двигатель на тестовом самолёте
- Focke-Wulf Ta 154
- Heinkel He 111E, H and Z
- IAR 79
- Junkers F 24kai — в качестве испытательного стенда для Jumo 211
- Junkers Ju 87
- Junkers Ju 88
- Junkers Ju 90
- Junkers Ju 252
- Messerschmitt Me 264 («Бомбардировщик Америки»)
- Messerschmitt Me 323
- Savoia-Marchetti SM.79

## Варианты
- Jumo 211F
- Jumo 211 A-1
- Jumo 211 A-4
- Jumo 211, D
- Jumo 211 H
- Jumo 211 °F
- Jumo 211 J
- Jumo 211
- Jumo 211
- Jumo 211